# Dieter Kursawe

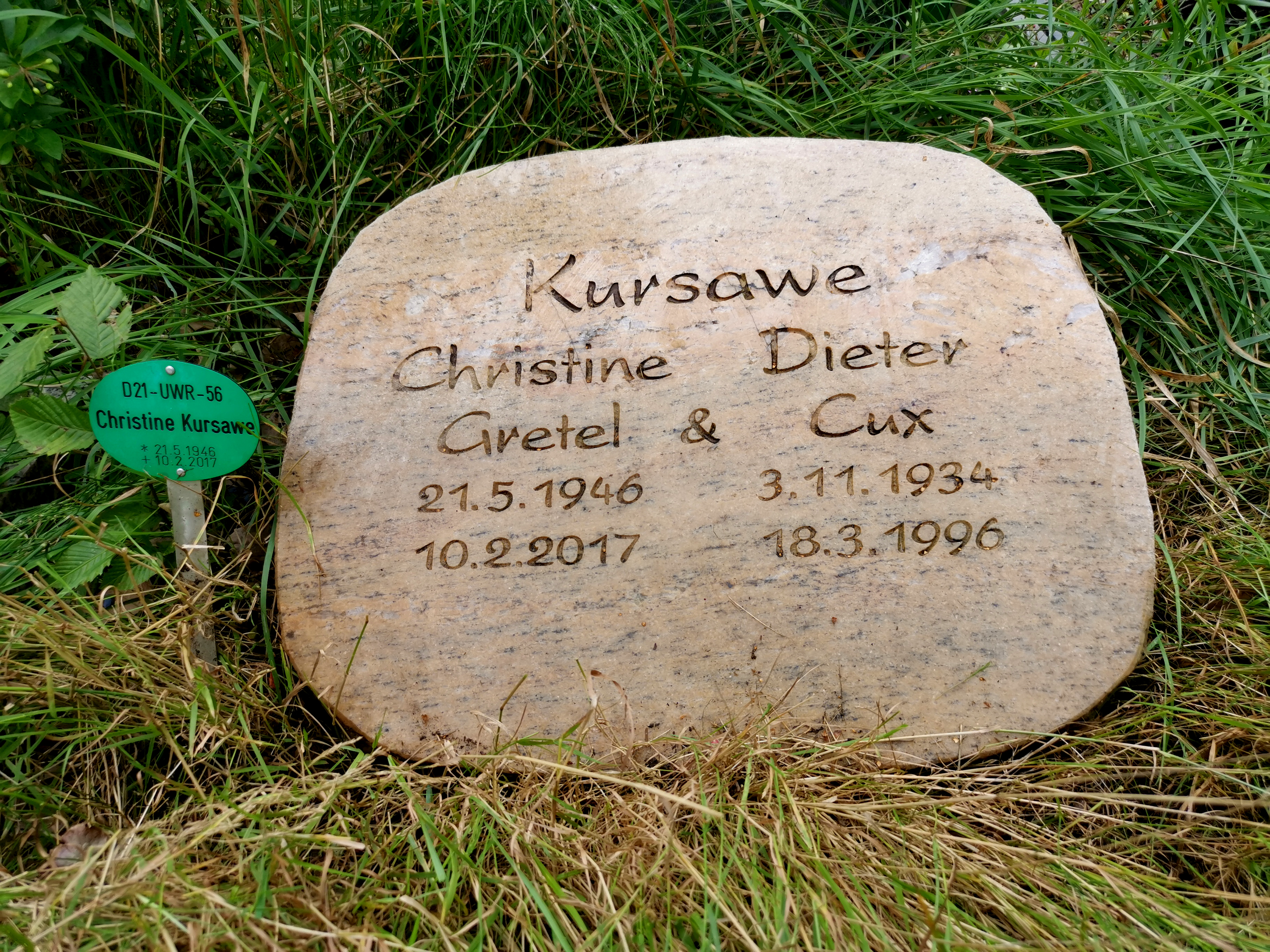
Grab auf dem Friedhof Steglitz

Dieter Kursawe (* 3. November 1934 in Berlin; † 18. März 1996 ebenda) war ein deutscher Schauspieler, Kabarettist und Synchronsprecher.

## Leben
Dieter Kursawe begann in der evangelischen Studentengemeinde der TU Berlin damit, Kabarettprogramme zu schreiben. Aus der Studentengruppe entwickelte sich 1958 das Kabarett Die Sieben Schaben, das mit seinen politischen Programmen auch in anderen Städten gastierte. Kursawe agierte dabei als Autor, Regisseur und Darsteller. 1964 löste sich die Truppe auf und er stieß zusammen mit Joachim Kemmer und Käte Jaenicke zu den vier Jahre zuvor von Dieter Hallervorden und Wilfried Herbst gegründeten Wühlmäusen. Als es im Folgejahr zu einer politisch motivierten Spaltung des Kabaretts kam, verließ neben Alexander Welbat auch Dieter Kursawe die Wühlmäuse. Am 24. Oktober 1965 eröffnete er gemeinsam mit Welbat, dessen Ehefrau Siegrid Hackenberg, Doris Bierett sowie dem Autor Volker Ludwig im Theater Tangente in Berlin das Reichskabarett, dem er bis zu dessen Schließung 1971 verbunden blieb.
Ab 1965 übernahm Kursawe auch Rollen in Film und Fernsehen. Er spielte ebenso in Komödien wie Quartett im Bett (mit Ingo Insterburg), ambitionierten Fernsehfilmen wie Peter Wecks mehrteiligem Drama Durchreise – Die Geschichte einer Firma, Kinder- und Jugendsendungen wie Siebenstein, Kinoproduktionen wie Andrzej Wajdas Eine Liebe in Deutschland, Michael Verhoevens Killing Cars (mit Jürgen Prochnow und William Conrad) und zahlreichen Fernsehserien wie Liebling Kreuzberg, Berliner Weiße mit Schuß und Auto Fritze.
Darüber hinaus war er umfangreich in der Synchronisation tätig, wobei er seine nasale und durch Lispeln verstellte Stimme oft Zeichentrickfiguren wie dem Erpel Daffy Duck oder William Dalton (Lucky Luke) lieh. Zu den von Kursawe synchronisierten Schauspielern gehörten u. a. Robert Picardo (Total Recall) und Terry-Thomas (Happy Birthday, Harry).
Eine seiner letzten Rollen hatte er in der ersten Folge der Serie Alarm für Cobra 11 – Die Autobahnpolizei als Gefängnisdirektor, welche sechs Tage vor seinem Tod ausgestrahlt wurde. Dieter Kursawe starb am 18. März 1996 im Alter von 61 Jahren in seiner Heimatstadt Berlin an Krebs.

## Filmografie (Auswahl)
- 1965: Unser Pauker (2 Folgen)
- 1966: Mädchenjagd in St. Pauli
- 1967: Rockys Messer
- 1968: Quartett im Bett
- 1969: Josefine, das liebestolle Kätzchen
- 1970: Heintje – Einmal wird die Sonne wieder scheinen
- 1970: Drüben bei Lehmanns – Der Zeuge
- 1973: Lokaltermin (Fernsehserie, 13 Folgen)
- 1975: Beschlossen und verkündet (Fernsehserie, 13 Folgen)
- 1977: Die Dämonen
- 1979: St. Pauli-Landungsbrücken – Hafenforellen (Fernsehserie)
- 1980: Fabian
- 1983: Nesthäkchen
- 1983: Eine Liebe in Deutschland
- 1983–1988: Löwenzahn (insgesamt viermal)
- 1984: Berliner Weiße mit Schuß
- 1984: Ein Fall für Zwei – Die verlorene Nacht
- 1986: Killing Cars
- 1987: Lindenstraße (4 Folgen)
- 1988: Justitias kleine Fische
- 1988: Siebenstein
- 1988: Zum Beispiel Otto Spalt
- 1991: Viel Rummel um den Skooter
- 1992: Unser Lehrer Doktor Specht (1 Folge)
- 1993: Durchreise – Die Geschichte einer Firma
- 1994: Ihre Exzellenz, die Botschafterin (Fernsehserie, Pilotfilm)
- 1996: Alarm für Cobra 11 – Die Autobahnpolizei

## Hörspiele
- 1990: Irina Liebmann: März, Berlin – Regie: Jörg Jannings (Hörspiel – RIAS Berlin/NDR)

## Synchronrollen (Auswahl)
Quelle: Deutsche Synchronkartei
| Schauspieler        | Film/Serie                                                  | Rolle                                 |
| ------------------- | ----------------------------------------------------------- | ------------------------------------- |
| Ado Mizumori        | Perix der Kater und die 3 Musketiere                        | Agent C                               |
| Billy Barty         | UHF – Sender mit beschränkter Hoffnung                      | Noodles MacIntosh                     |
| David Collings      | Ein Mann namens Hennessy                                    | Covey                                 |
| David Doyle         | Love Boat (Fernsehserie)                                    | Reparateur                            |
| Ed Call             | Pechvögel (1. Synchro)                                      | Officer Darney                        |
| Francis X. McCarthy | Das A–Team (Fernsehserie)                                   | Captain Underwood                     |
| Fritz Feld          | Magnum (Fernsehserie, 2. Synchro für RTL 1996)              | Lars                                  |
| Jacques Balutin     | Lucky Luke – Daisy Town                                     | William Dalton                        |
| Jacques Balutin     | Lucky Luke – Sein größter Trick                             | William Dalton                        |
| James B. Howard     | Das Schweigen der Lämmer                                    | Boxing Instructor                     |
| Jeff Bergman        | Happy Birthday, Bugs!: 50 Looney Years                      | Daffy Duck                            |
| Joe Bellan          | Liebling, hältst Du mal die Axt?                            | 3. Informant                          |
| John Del Regno      | Cagney & Lacey (Fernsehserie)                               | Jack Bookley                          |
| John Fiedler        | Winnie Puuh und das Hundewetter                             | Ferkel (1. Stimme)                    |
| John Fiedler        | Winnie Puuh und Tigger dazu                                 | Ferkel (1. Stimme)                    |
| John Fiedler        | Cap und Capper – Zwei Freunde auf acht Pfoten               | Stachelschwein                        |
| John Fujioka        | M*A*S*H* (Fernsehserie)                                     | Duc Phon Jong                         |
| Lou Frizzell        | FBI (Fernsehserie)                                          | William Terence Porter                |
| Mel Blanc           | Mein Name ist Hase (Fernsehserie)                           | Daffy Duck (1. Stimme)                |
| Mel Blanc           | Mister Feuerstein lebt gefährlich                           | Schildkrötenwagenheber                |
| Mel Blanc           | Falsches Spiel mit Roger Rabbit                             | Daffy Duck                            |
| Mel Blanc           | Babylon 5 (Fernsehserie)                                    | Captain Dodgers / Daffy Duck          |
| Nick Stewart        | Mister Ed (Fernsehserie)                                    | Mr. Hawkins                           |
| Paul Winchell       | Aristocats                                                  | Siamkatze                             |
| Philip Ahn          | Bonanza (Fernsehserie)                                      | Kam Lee                               |
| Pierre Trabaud      | Asterix, der Gallier (2. Synchro für Wiederaufführung 1984) | Marcus Schmalzlockus / Marcus Sacapus |
| Pierre Watkin       | Hier ist John Doe (2. Synchro)                              | Hammett                               |
| Rik Colitti         | Crocodile Dundee – Ein Krokodil zum Küssen                  | Danny                                 |
| Roger Carel         | Asterix erobert Rom (1. Synchro für Kino 1976)              | Gaius Pupus                           |
| Ryan MacDonald      | Star Trek: Raumschiff Voyager (Fernsehserie)                | Ladenbesitzer                         |
| Sam Moses           | Die Nacht der Abenteuer                                     | Dr. Nuhkbane                          |
| Tim Kazurinsky      | Police Academy 2 – Jetzt geht’s erst richtig los            | Sweetchuck / Schweißberg              |
| Toby Jones          | Orlando                                                     | Diener #2                             |
| Tommy Farrell       | Der Kopfgeldjäger (Fernsehserie)                            | Billy Bland                           |